# Tylopilus
Tylopilus es un género de hongos micorrizos separado de los Boletus. Su miembro más conocido es el boleto amargo (Tylopilus felleus), la única especie que se puede encontrar en Europa. Otras especies se encuentran en Norteamérica, como el comestible Tylopilus chromapes. Hay aproximadamente 75 especies en el género.
Tylopilus significa píleo desigual o hinchado.